# Metalloleptura ohbayashii
Metalloleptura ohbayashii är en skalbaggsart som beskrevs av Antonio Vives 2003. Metalloleptura ohbayashii ingår i släktet Metalloleptura och familjen långhorningar. Inga underarter finns listade i Catalogue of Life.